# 年代測定
年代測定（ねんだいそくてい、absolute dating）は、現在手に入れられるものから、その年代（古さ）を測定する技術である。
年代には、順序を決める相対年代と、年を単位として計る絶対年代があるが、絶対年代を測定するのが年代測定である。また、当時の古文書の調査も別の分野となる。

## 年代測定の種類
放射年代（放射性炭素年代測定法）
含まれる放射性核種（セシウム137、鉛210など）の壊変度合いを測る。
熱ルミネッセンス法
測定対象が放射線によってどれだけ被曝したか測ることにより年代を測定。
電子スピン共鳴吸収法
受けた放射線によるフリーラジカルの量を測る。
古地磁気
地磁気の反転や強度変化のパターンからを既知のパターンと照合する。
年輪年代学
樹木や珪化木の年輪を数えたりパターンを比較する。原理的には暦年代を直接得られる。
氷縞・年縞
氷床や湖沼堆積物などに年1枚記録される縞模様を数えたりパターンを比較する。
堆積速度
堆積物の厚みを推定堆積速度で割る。
分子時計
遺伝子やたんぱく質の種による違いから、種が分岐した年代を計算する。
言語年代
言語による単語の違いから、言語が分岐した年代を計算する。